# Black Hole Entertainment
Black Hole Entertainment – były węgierski producent gier komputerowych z siedzibą w Budapeszcie.
Studio zostało założone w 2001 r. przez Andrew Vajnę oraz siedmioro entuzjastów gier RTS. Dwa lata później, zostało wykupione przez Cinergi Interactive – wydawnictwo należące do Andrewsa Vajny. W związku z zamknięciem firmy-matki, od 2007 r. studio stało się ponownie niezależne. Wraz z sierpniem 2010 r. Ubisoft ogłosił, iż Black Hole będzie odpowiedzialne za szóstą odsłonę serii Heroes of Might and Magic, która zadebiutowała na rynku rok później. W 2012 r. twórcy zostali zmuszeni do ogłoszenia bankructwa, obwiniając Ubisoft za niewypłacalność i obarczając winą za zamknięcie firmy.

## Wyprodukowane gry
| Tytuł                                   | Rok  | Wydawca                              | Platforma                   | Uwagi |
| --------------------------------------- | ---- | ------------------------------------ | --------------------------- | --- |
| Armies of Exigo                         | 2004 | Electronic Arts; Cinergi Interactive | Microsoft Windows           | |
| Warhammer: Mark of Chaos                | 2006 | Deep Silver; Namco Bandai            | Microsoft Windows; Xbox 360 | Wersja na Xbox 360 została wydana 2 lata później, wraz z dodatkiem Battle March, którego podtytuł zastąpił Mark od Chaos . |
| Warhammer: Mark of Chaos – Battle March | 2008 | Deep Silver; Namco Bandai            | Microsoft Windows; Xbox 360 | Dodatek do gry Warhammer 40.000: March of Chaos                                                                            |
| Might & Magic Heroes VI                 | 2011 | Ubisoft                              | Microsoft Windows           | |